# روك سيرك
روك سيرك (بالسلوفينية: Rok Sirk) (10 سبتمبر 1993 بسلوفينيا - ) هو لاعب كرة قدم سلوفيني في مركز الهجوم. شارك مع منتخب سلوفينيا تحت 17 سنة لكرة القدم ومنتخب سلوفينيا تحت 19 سنة لكرة القدم. أما مع النوادي، فقد لعب مع نادي ماريبور وNK Maribor B ‏ وNK Malečnik ‏.

## روابط خارجية
- روك سيرك على موقع قاعدة بيانات كرة القدم.إي يو (الإنجليزية)
- روك سيرك على موقع Soccerway.com (الإنجليزية)
- روك سيرك على موقع عالم كرة القدم.نت (الإنجليزية)
- روك سيرك على موقع AS.com (الإسبانية)